# Ctenoplectrina alluaudi
Ctenoplectrina alluaudi är en biart som först beskrevs av Joseph Vachal 1903.  Ctenoplectrina alluaudi ingår i släktet Ctenoplectrina och familjen långtungebin. Inga underarter finns listade i Catalogue of Life.